# Ist das ein Mensch?
Ist das ein Mensch? (Se questo è un uomo [se ˈkwɛsto ˈɛ un ˈwɔːmo]) ist Primo Levis (1919–1987) autobiographischer Bericht über seinen elfmonatigen Zwangsaufenthalt im KZ Auschwitz III Monowitz (1944–45), aus dem er als einer der wenigen Überlebenden befreit werden konnte. Das Buch wurde zwischen 1945 und 1947 verfasst. Durch die Sachlichkeit des Berichtes, bei der sowohl auf Urteile als auch auf explizite Gefühlsäußerungen verzichtet wird, unterscheidet sich das Werk von anderen autobiographischen Texten der Holocaust-Literatur.

## Entstehung und Entwicklung
Levi erklärte, er habe das Buch aus einem bedrängenden inneren Impuls geschrieben. Es sei ihm nicht um irgendwelche Vergeltung gegangen: Vielmehr habe er das Bedürfnis gespürt, seine Erfahrung weiterzuerzählen, damit die Mitmenschen an seinem Schicksal teilnehmen. Aus diesem ersten Impuls entstanden die ersten Entwürfe, wobei sich mit der Zeit ein zweiter Drang entwickelt habe: Levi entwickelte allmählich das Bedürfnis, das Erlebte nicht nur zu beschreiben, sondern auch zu verstehen. Aus diesem zweiten Bedürfnis hätten sich nach und nach neue, erweiterte Fassungen des Textes ergeben.
Nach einer kaum beachteten Veröffentlichung 1947 in dem kleinen Turiner Verlag Francesco De Silva wurde eine Neuausgabe 1958 bei Einaudi ein Erfolg. Das Buch wurde in viele Sprachen übersetzt. Levi war von seinen Erlebnissen in Auschwitz nachhaltig geprägt worden. Der Schreibprozess ging deshalb weiter: 1963 erschien La tregua, die Atempause; der Bericht beschreibt die lange Zeit zwischen der Befreiung von Auschwitz und seiner Heimkehr. 1986 entstand Levis Werk I sommersi e i salvati (dt. Die Untergegangenen und die Geretteten), das die Thematik der KZ erneut aufgriff.

## Themen
Levi alterniert seinen Erlebnisbericht mit Textstellen, die das Leben im Lager überwiegend analytisch beschreiben: Dabei soll die Gesellschaft der Häftlinge in ihrer Gruppendynamik aus einem eher objektiven, fast wissenschaftlichen Blickwinkel erklärt werden. Eine Hauptrolle spielt dabei die Frage nach den Fertigkeiten und den Betrügereien, die absolut notwendig sind, damit man als Häftling zumindest eine Chance auf mittelfristiges Überleben behält. Ferner wird explizit auf die Veränderung der Häftlinge nach der Internierung hingewiesen: Durch den Kampf ums Überleben müssen einige grundlegende ethische Grundsätze vorübergehend ausgeschaltet werden.
Einen wichtigen Stellenwert hat ebenfalls die Beschreibung der Sprachlandschaft in Auschwitz, die mit dem Turmbau zu Babel verglichen wird. Die Gefangenen bilden eine linguistisch bunte Gesellschaft; neben den einzelnen Sprachen der Häftlinge hat sich auch ein wichtiger Lagerjargon herausgebildet, der als interkulturelles Kommunikationsmittel dient und dessen Wörter das Leben im Lager bildhaft beschreiben.

## Inhalt
Die Handlung richtet sich nicht streng nach der chronologischen Reihenfolge der Ereignisse. Levi betont ausdrücklich, dass er von den geschilderten Geschehnissen nichts erfunden habe.
Die Reise des Erzählers beginnt im Durchgangslager Fossoli. Die Gefangenen werden von dort aus unter menschenunwürdigen Bedingungen in den Waggons eines Zuges gestapelt und ins Deutsche Reich deportiert. Viele von ihnen sterben auf dem Transport.
In Auschwitz weiß Levi anfänglich nicht, dass die anderen Häftlinge seine Ankunftszeit und seine Herkunft durch die eintätowierte Zahl erkennen können, die er trägt. Der Neuling wird verstehen müssen, dass eine solche Zahl noch weitere Interpretationen zulässt: Da er der Häftling Nr. 174 517 ist, das Lager hingegen nur einige Zehntausende von Plätzen hat, sollte es offensichtlich sein, dass die meisten Menschen, die in diesem KZ waren, bereits ermordet wurden oder sonst starben: Das bekommt Primo von einer Gruppe Juden erklärt. Diese Häftlinge verbergen eine gewisse Missachtung gegen Levi nicht, da er „nur“ ein italienischer Jude ist und somit ihre Sprache, das Jiddische, nicht beherrscht.
Viel zu schnell muss der Neuankömmling neue lebenswichtige Regeln kennen: Man darf keine Fragen stellen, sondern so tun, als hätte man alles verstanden; die extreme Wichtigkeit banaler Gegenstände wie Schuhe und Löffel darf niemals unterschätzt werden, sonst rückt der Tod schnell näher.
Dafür fehlt es im Lager nicht an vereinzelten Beispielen von Solidarität: Primo ist vom Körperbau her häufig hoffnungslos überfordert, aber der Häftling Resnyk unterstützt ihn bei der schweren Arbeit, die er anfänglich verrichten muss. Es gibt (selten) auch Tage, an denen es genug zu essen gibt. Solche Erlebnisse wirken auf die Gefangenen aber bedrückend: Sind sie einmal satt, erinnert der Anschein von Normalität die Häftlinge an die Jahre, die sie zu Hause verbracht haben, und damit an Gedanken, die sie normalerweise im harten Alltag gezwungenermaßen verdrängen müssen.
Es gibt etliche Mangelwaren wie z. B. Stoff: Deswegen werden aus Häftlingsmänteln vor dem Tag des „Wäschetauschens“ Fetzen entnommen, um das Material anderweitig zu verwerten (z. B. als Verband). Um dies möglichst zu vermeiden, sammeln die Behörden diese Wäsche in sehr unregelmäßigen Zeitabständen ein, um sie zu reparieren und zu desinfizieren. Stoff wird statt Geld auf dem Schwarzmarkt als Tauschware verwendet: Vermutet man aus irgendeinem Grund, dass ein Wäschetauschen bald stattfindet, bricht der Preis der Stoffe auf dem Schwarzmarkt bald zusammen, was nicht selten zu Sorgen und Spekulationen Anlass gibt.
Die Schilderung der Laufbahn dreier Leidensgenossen in Auschwitz zeigt die Faktoren auf, die über Leben oder Tod entscheiden können. Die beispielhafte Art und Weise zu sterben ist einfach zu erklären: Diejenigen, die sich an die offiziellen Regeln halten, werden bald vor Hunger oder Erschöpfung sterben; solche Leute, die zum baldigen Verschwinden vorbestimmt sind, werden Muselmänner genannt. Diejenigen, die überleben wollen, müssen hingegen die Regeln umgehen oder sich einen Platz an der Sonne ergattern, z. B. indem man zum Kapo ernannt wird oder sonst eine spezielle Aufgabe erhält. Ausgerechnet ein solches Los rettet den jungen Levi, der später als studierter Chemiker im Labor arbeiten darf, was ihn höchstwahrscheinlich vor dem tragischen Schicksal eines Muselmanns rettet. Welchen Aufgaben Levi im Chemielabor nachgehen muss, wird jedoch nicht verraten.
Eine Art Tagebuch dient als Abschlusskapitel. Deutschland wird bald von den feindlichen Kräften besetzt. Die Ankunft der Roten Armee, die immer wieder in einer als sehr weit empfundenen Zukunft vorausgesagt worden war, rückt Hals über Kopf näher. Deswegen wollen die Nazis das Konzentrationslager evakuieren und die noch brauchbaren  Arbeitskräfte anderswo einsetzen. So wird ein Umzug für diese Häftlinge organisiert. Primo weiß noch nicht, dass diese Leidensgenossen fast ausnahmslos während des ihnen bevorstehenden Todesmarsches ums Leben kommen werden. Eine Rettung wird es hingegen nur für die Leute geben, die nicht evakuiert werden können. Das ist bei Primo der Fall, da er an diesem Tag wegen Scharlach noch im Krankenbau (KB) eingeliefert ist und nicht mitziehen kann. Die in Auschwitz verbliebenen Häftlinge helfen sich, wie sie können, und erleben am 27. Januar 1945 die Befreiung durch die Sowjets.

## Rezeption und Levis Aussagen über den Roman
Levis Roman fand einen breiten Widerhall: Öfter wurden ihm Fragen gestellt, zu denen er auch öffentlich Stellung nahm:
- Leser fragten, warum Levi im Buch auf jegliche Urteile verzichte. In der Tat ist im Roman kaum Hass gegenüber seinen Peinigern festzustellen. Levi begründete seine Wahl mit dem Versuch, bei einem rationalen Ansatz zu bleiben: Es liege schlussendlich am Leser, sich ein eigenes Urteil zu bilden.[5] In einem Brief an den Übersetzer der ersten deutschen Auflage erklärte er zudem, er empfinde keinen Hass gegen die Deutschen. Er könne das Volk zwar noch immer nicht verstehen: Aber genau aus diesem Grund erhoffe er sich von deutschen Lesern eine Rückmeldung.

- Der Autor wurde auch nach den Ursachen des nationalsozialistischen Antisemitismus gefragt, da diese Frage im Roman nicht aufgeworfen wird. Darauf meinte er, eine solche Art Rassismus sei in einem breiteren Zusammenhang zu sehen: Es gehe seiner Meinung nach allgemein um die Feindschaft gegenüber Andersartigen, um eine Feindseligkeit also, die auch sonst immer wieder entstehen könne.[6]

Das Werk gilt heute als Klassiker der Weltliteratur. Es wurde etwa in die Liste der hundert Bücher des Jahrhunderts der Tageszeitung Le Monde oder ins Buch der 1000 Bücher aufgenommen.

## Bezug zu anderen literarischen Texten
Ist das ein Mensch? enthält einige bewusste Bezüge zu klassischen Werken der Weltliteratur.
- Das Kapitel Al di qua del bene e del male (Diesseits von Gut und Böse)  ist eine Anspielung auf das Werk Jenseits von Gut und Böse von Friedrich Nietzsche. Levi grenzt sich von Nietzsche ab, indem er den Menschen in seinem erbärmlichen Zustand darstellt.

- Zahlreiche Bezüge werden zu Dantes Divina Commedia geschaffen. Die Schrift über dem Eingangstor – Arbeit macht frei – wird beispielsweise mit der Inschrift auf dem Tor zur Hölle verglichen: Per me si va ne la città dolente, per me si va ne l'etterno dolore, per me si va tra la perduta gente (Durch mich – also durch diese Tür – geht man hinein zur Stadt der Trauer, durch mich geht man hinein zum ewigen Schmerze, durch mich geht man zu dem verlornen Volke).[8] Die Reise nach Auschwitz wird somit mit dem literarischen Motiv der „Reise ins Jenseits“ verknüpft.

- Immer noch in Zusammenhang mit der Göttlichen Komödie wird der Krankenbau, wo Levi vorübergehend eingeliefert wird (der Ka-Be), mit der Vorhölle verglichen. Es geht also um den Teil der Hölle (Limbus), wo weder das Gute noch das Böse herrscht. Im Krankenbau findet der Erzähler, der vorübergehend nicht arbeiten muss, eine Atempause.

## Deutschsprachige Ausgaben
- Se questo è un uomo, 1947, Neuausgabe 1958 (dt. Ist das ein Mensch?, übers. v. Heinz Riedt, Fischer, Frankfurt/M. 1961; Neuausgabe Hanser, München 1987, dtv 1992, ISBN 3-423-11561-0).
- Ist das ein Mensch?/Die Atempause. Übersetzt von Robert Picht, Barbara Picht, Heinz Riedt, Hanser, München 2011, ISBN 978-3-446-23744-5.
  - Auszüge unter dem Titel Der letzte, in: H. G. Adler, Hermann Langbein, Ella Lingens-Reiner Hgg.: Auschwitz. Zeugnisse und Berichte. Erstauflage 1962. 6. Aufl., mit einem Vorwort zur Editionsgeschichte von Katharina Stengel: Schriftenreihe 1520. Bundeszentrale für politische Bildung BpB, Bonn 2014, ISBN 9783838905204, S. 135–141.